# Хідетакі Нішіяма
Хідетака Нісіяма (яп. 西山 英隆; Шаблон:Ром; 10 жовтня 1928, Токіо — 10 березня 2008, Лос-Анджелес) — видатний японський майстер Шотокан карате, інструктор, автор і спортивний адміністратор, один із засновників Японської асоціації карате (JKA). Учень Ґічин Фунакоші, Нісіяма значно сприяв поширенню традиційного карате в Японії та за її межами, особливо у США, де з 1961 року очолював низку організацій (AAKF, ITKF). Після смерті йому посмертно присвоєно 10-й дан з карате 

## Історія
Хідетака Нісіяма був видатним японським майстром карате Шотокан . Він був всесвітньо визнаним інструктором, автором та адміністратором, а також допоміг створити Японську асоціацію карате . Нісіяма був одним із останніх учнів Гічіна Фунакоші , засновника карате Шотокан, що залишилися в живих. Він проживав у Сполучених Штатах Америки з 1961 року до своєї смерті в 2008 році та був піонером карате в цій країні.
У 1943 році Нішіяма отримав звання 1-го дану з кендо, згодом досягнувши 3-го дану, і почав тренуватися з карате Шотокан у хомбу додзьо (штаб-квартирі тренувального залу) під керівництвом його засновника Гічіна Фунакоші . Він згадував, що тренування в хомбу додзьо складалися приблизно на 80% з ката (вправ) та на 20% з кіхон (основ), і що Фунакоші та його син, Гіґо Фунакоші , розподіляли навчальне навантаження порівну між собою. У 1946 році він отримав звання 1- го дану з карате, а в 1948 році — до 2 -го дану.
Під час навчання в Університеті Такушоку Нісіяма став членом університетської команди з карате, а в 1949 році його було призначено капітаном команди. Того ж року він допоміг створити Японську асоціацію карате (JKA). Його призначили відповідальним за програму підготовки інструкторів JKA, і він продовжував керувати нею до кінця 1950-х років. Згадуючи відомих випускників курсу, він сказав: «Їх було багато, але я думаю, що пан Канадзава був винятковим, хоча він і залишив JKA. Було багато дуже хороших людей, таких як пан Еноеда , Шірай , Мікамі та багато інших». У 1950 році Гічін Фунакосі підвищив Нісіяму до 3-го дану з карате.
У червні 1960 року Нішіяма отримав звання 5 -го дану з карате Шотокан. У липні 1961 року він переїхав до США на запрошення колишніх учнів, яких він навчав на базі Стратегічного повітряного командування США в Японії. Він заснував Всеамериканську асоціацію карате (AAKF). У 1974 році він став виконавчим директором Міжнародної федерації аматорського карате (IAKF). 1 листопада 2003 року Міжштатна асоціація карате Сан-Тен (ISKA) присвоїла йому звання 10- го дану.
За багато років занять карате Нісіяма отримав багато нагород. Жодна з них не була для нього такою особливою, як церемонія вручення йому Ордену Священного Скарбу 4- го ступеня (Золоті Промені з Розеткою) 3 листопада 2000 року на території Імператорського Палацу в Токіо.
У 2005 році на зустрічі студентів та колег він згадав 65 років, які він присвятив слідуванню шляхом традиційного карате під керівництвом свого сенсея Гічіна Фунакоші, і заявив: «…Я дуже пишаюся тим, що нарешті завершив цей проект, що тривав усе моє життя. Тепер настав ваш час зустріти нові виклики та прийняти можливості, які пропонує цей сукупність знань, щоб традиційне карате могло продовжувати зростати та розвиватися на благо всіх, хто прагне вищих рівнів розуміння як розуму, так і тіла».

## Адміністративна діяльність у JKA
1951 року Нісіяма отримав ступінь магістра економіки в університеті Такушоку та став членом правління Японської асоціації карате (JKA) 
Wikipedia – Die freie Enzyklopädie
. Йому доручили нагляд за програмою підготовки інструкторів, у межах якої виховано низку відомих каратистів. У 1952 році разом із Масатоші Накаямою та Ісао Обатою розпочав підготовку американських військовослужбовців на базах Strategic Air Command 
Wikipedia – Die freie Enzyklopädie
.
1961 року Нісіяма переїхав до Лос-Анджелеса за запрошенням учнів і членів JKA, де заснував власний додзьо та ініціював створення: Американської федерації аматорського карате (AAKF) для проведення перших національних чемпіонатів США Міжнародної аматорської карате-федерації (IAKF) у 1974 році, яка в 1986 перетворилась на Міжнародну традиційну федерацію карате (ITKF) .Нісіяма також очолював JKA International (USA) і прагнув включення карате до програми Олімпійських ігор, звернувшись 1976 року до Міжнародного олімпійського комітету з відповідною петицією .

## Педагогічна спадщина та вплив
Під керівництвом Нісіями навчалося багато майбутніх майстрів, зокрема Хіроші Шірай, Джеймс Ябе, Верн Венс та інші . Він приділяв особливу увагу біхевіоризму, біомеханіці та збереженню традиційного підходу до карате, виступаючи проти надмірної спортивної асиміляції стилю 

## Публікації
Karate: The Art of Empty-Hand Fighting (1960) — одне з найвідоміших видань про карате, що витримало численні перевидання 
Ряд статей та інтерв’ю, зокрема в журналах Black Belt та Sports Illustrated у 1960–1970-х роках 
Вшанування та нагороди
3 листопада 2000 року нагороджений Орденом Священного скарбу 4-го класу від імператора Японії 
2001 року відзначений офіцерським хрестом «Polonia Restituta» в Польщі за вклад у розвиток карате
Після смерті посмертно присвоєний 10-й дан з карате в ITKF та ISKA 

## Смерть і спадщина
10 березня 2008 року Нісіяма помер у Лос-Анджелесі від раку легенів у віці 79 років 
Wikipedia
. Його учні продовжують поширювати традиційне Шотокан карате в усьому світі, утримуючи вчення майстра та його строгі морально-етичні принципи.